# Cerocala megalesia
Cerocala megalesia là một loài bướm đêm trong họ Erebidae.